# Blåögd sparvpapegoja
Blåögd sparvpapegoja (Forpus conspicillatus) är en fågel i familjen västpapegojor inom ordningen papegojfåglar.

## Utseende
Blåögd sparvpapegoja är en mycket liten papegoja med kort stjärt. Hanen är mestadels bjärt grön med blått runt ögat, på vingarna och på övergumpen. Honan är helgrön utan inslag av blått. 

## Utbredning och systematik
Blåögd sparvpapegoja delas in i tre underarter med följande utbredning:
- Forpus conspicillatus conspicillatus - förekommer från tropiska östra Panama till norra och centrala Colombia
- Forpus conspicillatus metae – förekommer i östra Andernas östsluttning från Colombia till västligaste Venezuela
- Forpus conspicillatus caucae – förekommer i sydvästra Colombia väster om Anderna (Cauca och Nariño) samt västra Ecuador

## Levnadssätt
Blåögd sparvpapegoja hittas i öppet skogslandskap eller buskig jordbruksbygd i låglänta områden. Den ses vanligen i flockar, ibland med ett hundratal individer eller fler.

## Bilder

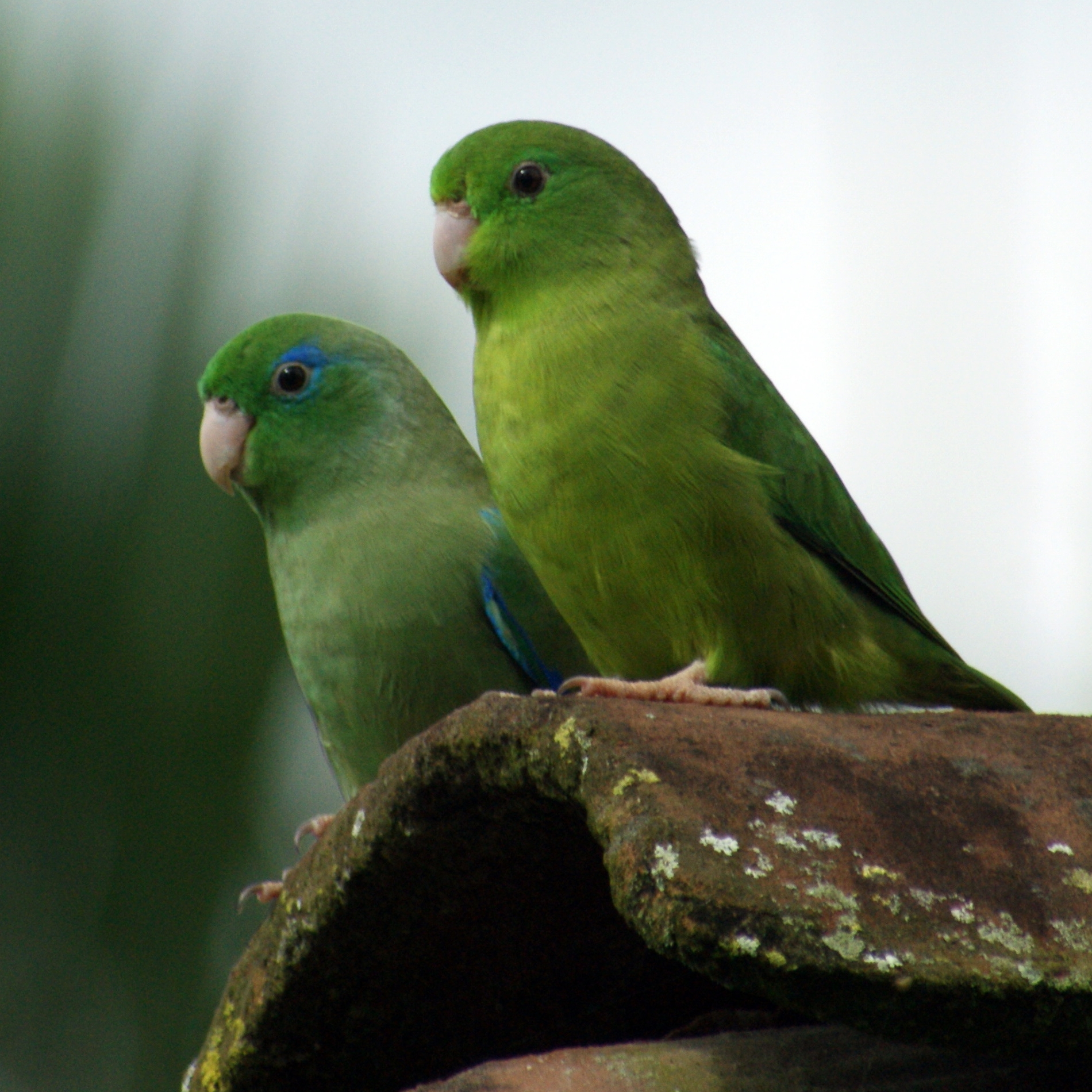
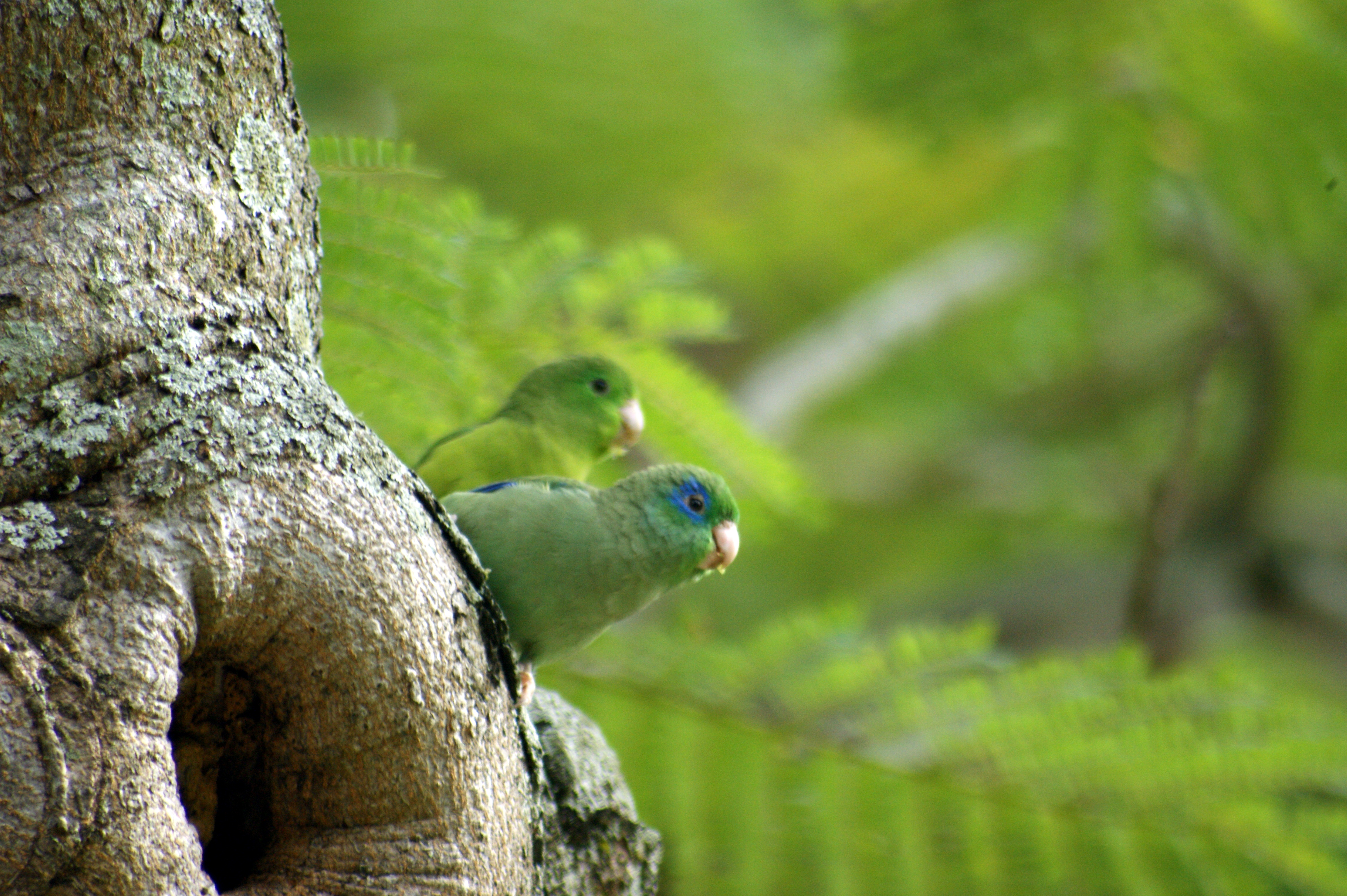
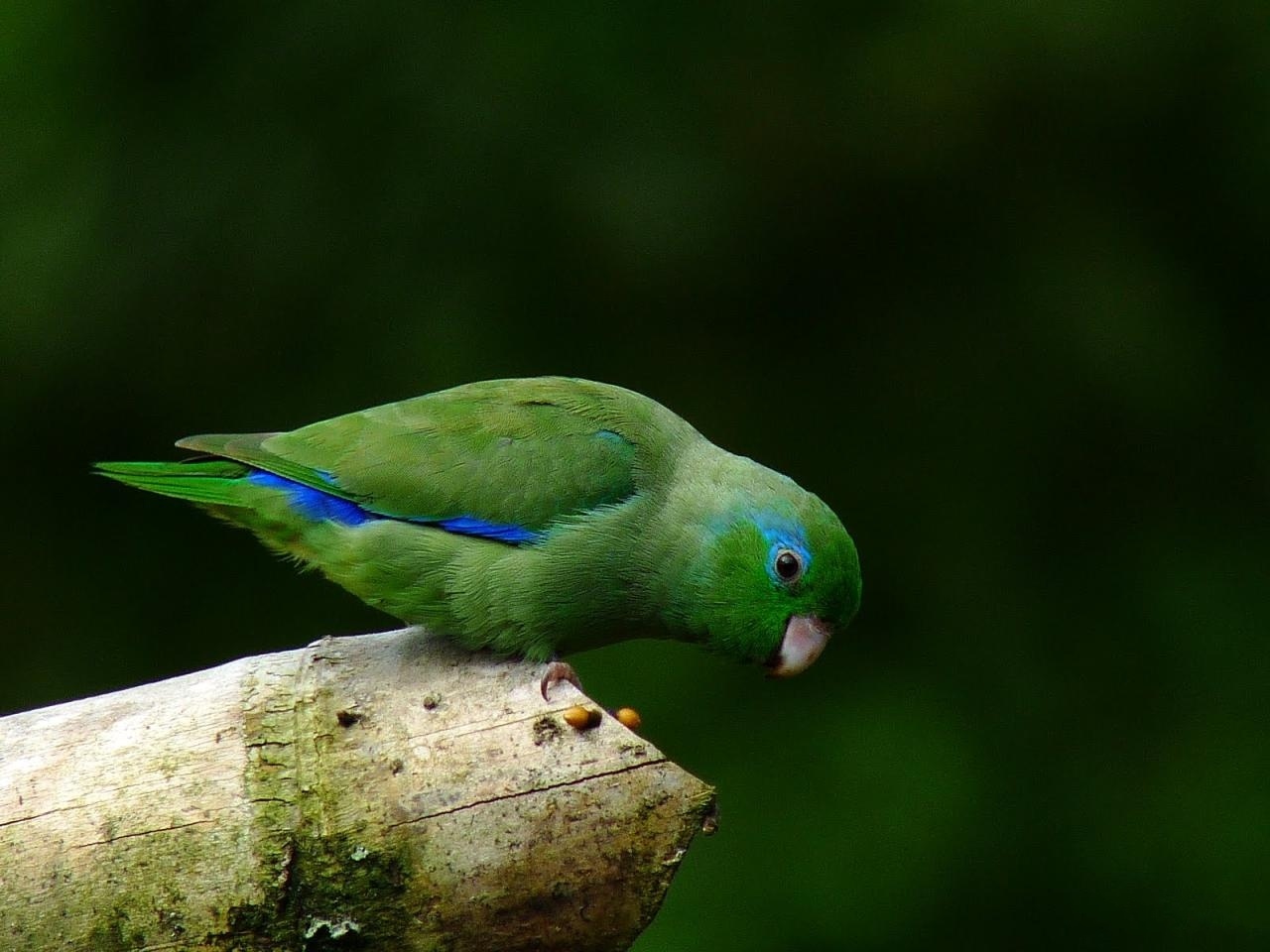

## Status och hot
Arten har ett stort utbredningsområde, men tros minska i antal, dock inte tillräckligt kraftigt för att den ska betraktas som hotad. Internationella naturvårdsunionen IUCN listar arten som livskraftig (LC). Beståndet uppskattas till i storleksordningen 50 000 till en halv miljon vuxna individer.